# Васил Рисковски
Васил Димов Рисковски е български революционер, деец на Върховния македоно-одрински комитет.

## Биография
Васил Рисковски е роден в 1867 година в костурското село Косинец, тогава в Османската империя, днес в Гърция. В 1900 година се присъединява към Вътрешната македоно-одринска революционна организация. В 1902 година емигрира във Варна, Свободна България. В 1903 година навлиза в Македония с четата на Върховния комитет, начело с Никола Лефтеров. С нея участва в Илинденско-Преображенското въстание в Серския революционен окръг. Взима участие в боя при село Пирин и в сраженията при Разделна, Кулата и други. След въстанието, в 1905 година отново навлиза в Македония с четата на Никола Лефтеров.
На 18 март 1943 година като жител на Варна подава молба за българска народна пенсия, която е одобрена и пенсията е отпусната от Министерския съвет на Царство България.